# Willie Park, Sr.
William "Willie" Park, Sr. (30. juni 1833 i Wallyford, Skotland – 25. juli 1903) var en af pionererne inden for professionel golf.
Ligesom andre af de første professionelle golfspillere startede Park som caddie. Senere bestyrede han et firma, der producerede golfudstyr. På golfbanen tjente han penge på udfordringsmatcher mod rivaler som Old Tom Morris, Willie Dunn og Allan Robertson, som var den mest populære form for golf for tilskuerne på den tid.
Willie Park var en høj, stærk mand. Han slog meget langt og var en fremragende putter, men nogle gange kom han i problemer på grund af for aggressivt spil. Som 20-årig havde han overgået den ældre Willie Dunn og rejste til St Andrews Links for at spille og lære den bane at kende. I 1853 udsendte han en offentlig udfordring af Allan Robertson, der blev anset for den bedste spiller, men udfordringen blev ikke taget op. Det var imidlertid normalt på den tid, at den bedste spiller kunne afslå en sådan udfordring uden at det skadede hans omdømme.
Park fik forøget interessen for rivaliseringen mellem golfspillerne på grund af sin aggressive selvpromovering. Det medførte øget pressedækning og flere arrangerede matcher og turneringer, hvilket udviklede den professionelle golf og førte til højere indtjening for spillere som Park, Morris og Robertson.
Park huskes primært for sine fire sejre i The Open Championship, herunder den allerførste turnering i 1860, hvor feltet blot bestod af otte spillere. De øvrige tre sejre kom i 1863, 1866 og 1875. Park var medindehaver af rekorden for flest sejre i the Open indtil James Braid opnåede sin femte sejr i 1910. Parks bror, Mungo, og hans søn Willie, Jr. vandt også begge The Open Championship.
I 2005 blev han valgt ind i World Golf Hall of Fame.